# Maties Solé i Maseras
Maties Solé i Maseras (Montblanc, 21 de setembre de 1934) és un artista plàstic català, premi d'Actuació Cívica en 1983.
Estudià arts plàstiques a l'Escola Municipal de Dibuix, on fou deixebles de Miquel Golobardes i Vila i d'Antoni Pallerola i Tosas. Participà en el primer i segon Saló de Setembre de 1950 i 1951. En 1951 va anar a Barcelona a estudiar l'Escola Superior de Belles Arts de Sant Jordi, on fou deixeble de l'escultor Frederic Marés, del paisatgista Josep Puigdengolas Barrella, del retratista Ernest Santasusagna i Santacreu, i del pintor Miquel Farré i Albagés. En 1953 va obtenir el primer premi de dibuix en la Primera Biennal d'Art de Montblanc. En 1954 es va llicenciar en belles arts i durant un temps va col·laborar en l'empresa del seu pare, aleshores encarregada de la restauració del monestir de Poblet. També va estudiar arquitectura a la Càtedra Gaudí amb Josep Francesc Ràfols i Fontanals i va fer amb cursos de perfeccionament de ceràmica a l'Escola Industrial, amb el professor Culla.
En 1958 va anar a París, on hi va viure a casa de l'exiliat Josep Jové i Blavi. També va viatjar a Alemanya i participà en l'Exposició Internacional de Brussel·les. De tornada a Montblanc, es va incorporar a l'associació Museo Archivo de Montblanc y Comarca, de la que en 1970 en seria nomenat president, i el 1960 participà en el projecte de restauració de la façana gòtica del Casal dels Josa. En 1967 li fou confiada la restauració de la muralla de Montblanc amb suport de l'aleshores alcalde Josep Gomis i Martí. En 1970 fou un dels organitzadors de les Festes de Cultura Popular Pompeu Fabra i un dels creadors del Centre d'Estudis de la Conca de Barberà. En 1978 fou escollit membre de la Reial Acadèmia de Belles Arts de Sant Jordi. En 1983 va obtenir un dels Premis d'Actuació Cívica de la Fundació Lluís Carulla.
Ha col·laborat amb diverses comissions del Servei de Museus de la Generalitat de Catalunya. En 1995 va fundar l'Associació de Museòlegs de Catalunya i ha estat un referent en la creació de la Xarxa de Museus d'Etnografia (2006). En 2009 fou nomenat fill predilecte de la vila de Montblanc.
Ha escrit articles a la Revista d'Etnologia de Catalunya, a les revistes locals Espitllera i El Foradot, i al Diari de Tarragona i El Pati.

## Llibres
- Guia del Museu-Arxiu de Montblanc i comarca: Conca de Barberà, Montblanc, 1981.
- Museu-Arxiu de Montblanc i comarca: 35 anys d'història, Montblanc, 1993.
- Museu Comarcal de la Conca de Barberà: guia, Montblanc, 2001 (en col·laboració amb Christian Pomares i Dolors Mestres).
- La farmàcia de Montblanc: s. XVIII, Montblanc, 2006 (a cura juntament amb Josep M. Carreras Vives).
- «Josep Porter i Rovira i el Museu-Arxiu de Montblanc i comarca», dins Antoni Palau i Dulcet i Josep Porter i Rovira: dos montblanquins apassionats pels llibres, Montblanc, 2007, p. 71-78.